# 岸村
岸村（きしむら）は、神奈川県、東京府北多摩郡にかつて存在した村である。現在の武蔵村山市の西部に位置する。武蔵村山市の地名として現存する。

## 歴史

### 沿革
- 1889年（明治22年）4月1日 - 町村制の施行に伴い、神奈川県北多摩郡中藤村、横田村、三ツ木村、岸村が町村組合を結成し、中藤村外三ヶ村組合が発足。
- 1893年（明治26年）4月1日 - 東京府へ移管。
- 1908年（明治41年）4月1日 - 中藤村、横田村が合併し、改めて中藤村を新設。中藤村外三ヶ村組合は中藤村外二ヶ村組合となる。
- 1917年（大正6年）4月1日 - 中藤村外二ヶ村組合を廃止。各村が合併して村山村を新設。同日岸村廃止。

## 交通

### 道路
- 青梅街道